# Henry Tandey
Henry Tandey var en engelsk soldat og modtager af Victoriakorset. Han var den anden højeste dekorerede britiske menig under 1. verdenskrig, og er mest kendt for at være den person der formodentlig skånede Adolf Hitlers liv under krigen. Adolf Hitler kom med flere bemærkninger til hændelsen, såsom "Denne mand kom så tæt på at dræbe mig, at jeg troede at jeg aldrig ville få Tyskland at se igen", da han blev spurgt om et maleri med Henry Tandey i det.
 Der er for få eller ingen kildehenvisninger i denne artikel, hvilket er et problem. Du kan hjælpe ved at angive troværdige kilder til de påstande, som fremføres i artiklen.